# جين بوكر
جين بوكر (بالإنجليزية: Jane Booker)‏ هي ممثلة بريطانية، ولدت في 9 مايو 1956 في ستراتفورد في المملكة المتحدة.

## أعمال

### أفلام
- العثور على أرض الخلود[6]

## وصلات خارجية
- جين بوكر على موقع IMDb (الإنجليزية)
- جين بوكر على موقع ألو سيني (الفرنسية)
- جين بوكر على موقع أول موفي (الإنجليزية)
- جين بوكر على موقع قاعدة بيانات الأفلام السويدية (السويدية)
- جين بوكر على موقع قاعدة بيانات الفيلم (الإنجليزية)
- جين بوكر على موقع كينوبويسك (الروسية)